# Эннис, Джарон
Джарон Эннис (англ. Jaron Ennis; 26 июня 1997, Филадельфия, США) — непобеждённый американский боксёр-профессионал. Чемпион мира в полусредней весовой категории IBF (2023—н. в.), WBA (2025—н.в) и The Ring (2025—н.в.). Среди любителей: победитель (2015) и серебряный призёр (2014) турнира «Золотые перчатки». Временный чемпион мира по версии IBF в полусреднем весе (2023). «Проспект года» (2020) по версии журнала «Ринг».

## Любительская карьера

### «Золотые перчатки» 2014
Выступал в 1-й полусредней весовой категории (до 64 кг). В 1/16 финала победил Тра-Квон Петтиса. В 1/8 финала победил Эрика Альтамирано. В четвертьфинале победил Бубакара Силла. В полуфинале победил Кеони Адрика. В финале проиграл Гэри Антуану Расселлу.
В январе 2015 года стал чемпионом США среди юношей в 1-й полусредней весовой категории (до 64 кг).

### «Золотые перчатки» 2015
Выступал в 1-й полусредней весовой категории (до 64 кг). В 1/16 финала победил Брисона Наклса. В 1/8 финала победил Барима Бекири. В четвертьфинале победил Ричардсона Хитчинса. В полуфинале победил Кевина Вентуру. В финале победил Джонатана Джарабека.

## Профессиональная карьера
Тренируется под руководством своего отца, Дерека Энниса-старшего. Сотрудничает с менеджером Кэмероном Данкином и промоутером Крисом Миддендорфом (Victory Boxing Promotions).
Дебютировал на профессиональном ринге 30 апреля 2016 года, победив нокаутом в 1-м раунде.
В марте 2019 года судился с Крисом Миддендорфом. Утверждал, что у него контракт только с Кэмероном Данкином, а не с Миддендорфом и «Victory Boxing Promotions».
23 августа 2019 года досрочно победил бывшего претендента на титул чемпиона мира в лёгком весе боливийца Франклина Мамани.
На 19 декабря 2020 года был назначен бой с Томасом Дюлорме. Дюлорме сдал положительный тест на COVID-19 и был снят с боя. Вместо него соперником Энниса стал южноафриканец Крис ван Хеерден. В 1-м раунде Ван Хеерден получил рассечение в результате случайного столкновения головами. Поединок был признан не состоявшимся.

#### Бой с Сергеем Липинцом
10 апреля 2021 года нокаутировал в 6-м раунде экс-чемпиона мира в 1-м полусреднем весе россиянина Сергея Липинца (16-2-1, 12 KO). Возрастной и уступающий в габаритах Липинец не смог оказать сопротивления. Эннис работал от джеба пробивая мощные силовые меняя стойки заставив россиянина работать из-за блока. В конце 3-го раунда Эннис смог «зацепить» соперника, но Липинец достоял. В 4-м раунде Эннис левым апперкотом посылает соперника в спорный нокдаун. Рефери засчитывает удар и считает нокдаун. В 6-м раунде Эннис усилил силовое давление и нокаутировал Сергея тяжелым левым снизу. За не полные 6 раундов Эннис нанес 300 ударов из которых точными оказались 125 (48 по туловищу): 34 джеба и 91 силовой, Липинец попал 75 (30 в туловище): 27 джебов и 48 силовых.
В мае 2021 года достиг соглашения в судебном процессе с Миддендорфом и «Victory Boxing Promotions». В июне объявил, что начал сотрудничать с промоутерской компанией «D&D Boxing».
30 октября 2021 года нокаутировал в 1-м раунде бывшего претендента на титул чемпиона мира в 1-м полусреднем весе пуэрториканца Томаса Дюлорме.

#### Отборочный бой с Кастьо Клейтоном
14 мая 2022 года в Карсоне (Калифорния) нокаутировал во 2-м раунде канадца Кастьо Клейтона и завоевал статус обязательного претендента на титул чемпиона мира в полусреднем весе по версии IBF. Бой сразу показал преимущество и класс Джарона — он был быстр, разнообразно бил под разными углами и менял стойки. Захватив центр ринга он заставил Клейтона уйти в глухую оборону. Во второй трехминутке канадец пропустил силовую двойку, оказался в нокдауне, смог найти силы подняться, но продолжить не смог.
В конце декабря 2022 года IBF постановила что действующий чемпион Эррол Спенс (28-0, 22 КО) обязан дать бой своему обязательному претенденту Эннису, а пока что временный пояс будет разыгран между Эннисом и рейтинговым проспектом из Украины Кареном Чухаджяном.

#### Чемпионский бой с Кареном Чухаджяном
7 января 2023 года встретился с украинцем Кареном Чухаджяном. На кону стоял вакантный титул временного чемпиона мира в полусреднем весе по версии IBF. Эннис шел явным фаворитом и мало кто мог предполагать, что Чухаджян продержится все раунды. Эннис создавал давление, старался резать углы и запирать у канатов, но украинец был готов к такому работая вторым номером на контратаках при этом показав отменную работу ног. Джарону не удалось победить досрочно, но судьи щедро отдали ему все раунды в этом бою:118—110 (трижды). Компьютеризированная система Compubox опубликовала статистику статистику боя. Эннис нанёс более чем в два раза больше точных ударов (203-97), был точен по джебам (56-5) и силовым (147-92).

#### Бой с Ройманом Вилья
8 июля 2023 года провел первую защиту титула в Атлантик-Сити (США). Соперник — обладатель звания обязательный претендент венесуэлец Ройман Вилья (26-1, 24 КО). Шоу организовывалось Premier Boxing Champions и транслировалось на Showtime и бой Эннис — Вилья шел главным боем. Первый раунд начался с неспешного давления от претендента, а чемпион работал джебом. Второй раунд так же остался за чемпионом которому удалось перехватить инициативу и даже пустить кровь претенденту разбив нос. В третьем отрезке Вилья наконец навязал плотный бой чемпиону и чувствительно попасть в корпус. Оставшиеся раунды до середины так же пошли в копилку чемпиона. После середины Джарон только наращивал преимущество за счет скорости и реакции. В 10-м раунде поймав на промахе отточенной двойкой Эннис снес обязательного претендента. На момент боя все полноценные пояса удерживали два небитых чемпиона Теренс Кроуфорд и Эррол Спенс бой которых состоялся в конце июля 2023 года и победу праздновал Кроуфорд.
В ноябре 2023 года чемпион IBF Теренс Кроуфорд был лишён титула. Джарона Энниса повысили до чемпиона.
С 2019 по 2024 год сотрудничал с промоутерской компанией «NOW Boxing». В апреле 2024 года подписал контракт с промоутером Эдди Хирном.

#### Бой с Давидом Аванесяном
В мае 2024 года было объявлено, что 13 июля Эннис встретится с канадцем Коди Кроули. В июне Кроули был вынужден отказаться от боя, так как не смог пройти проверку зрения. Через несколько дней новым соперником Энниса стал бывший регулярный чемпион WBA в полусреднем весе россиянин Давид Аванесян. После 5-го раунда, по рекомендации врача, бой был остановлен — было видно, что у Аванесяна сильно опухла челюсть слева. Таким образом, Эннис одержал досрочную победу.

#### Реванш с Кареном Чухаджяном
16 августа 2024 года IBF постановила начать переговоры по организации боя с обязательным претендентом Кареном Чухаджяном. 3 сентября на промоутерских торгах Эдди Хирн (Matchroom Boxing) представляющий сторону чемпиона проиграл торги промоутерам Чухаджяна.
9 ноября в Филадельфии (США) состоялся титульный бой за чемпионский пояс IBF, с украинским боксёром Кареном Чухаджяном. Бой прошел всю 12-раундовую дистанцию. В 5-м раунде Эннис отправил соперника в нокдаун, что существенно повлияло на ход поединка. В 10-м раунде судьи наказали Чухаджяна, сняв одно очко за грубое ведение боя. Итоговое решение судей было единогласным и отдало победу Эннису со счетом: 119—107, 117—109 и 116—110.

#### Объединительный бой с Эймантасом Станёнисом
В ночь с 12 на 13 апреля 2025 года в Атлантик-Сити (США) прошёл вечер бокса, в главном событии которого состоялась унификация небитых чемпионов полусреднего веса — Джарона Энниса и Эймантасом Станёнисом из Литвы. На ставке были два пояса IBF и WBA. Первый раунд прошёл в давлении от литовца который закрывался высоким блоком и шёл вперёд. Эннис хорошо уходит на ногах, бьет под разными углами и меняет стойки. Эймантас плотно попадает слева в 1 раунде, но Эннис не был потрясен. Начиная со второго раунда литовец начинает застаиваться за блоком позволяя Эннису работать по этажам на выбор. В 6-м раунде у Энниса проходит мощная серия по корпусу и пара апперкотов которые заставляют литовца взять колено. Ему отчитывают нокдаун, он смог дожить до конца раунда, но в перерыве Марвин Сомодио не выпускает Эймантаса на 7-й раунд. RTD 6. Compubox обнародовал статистику ударов: Эннис значительно больше бил (424-185), точность так же за ним (81-58). Литовец чаще попадал джебами (29-16), а у Джарона значительно больше силовых попаданий (65-29). 

## Статистика боёв
В таблице перечислены результаты всех поединков боксёров.
В каждой строке указан результат поединка. Дополнительно номер поединка обозначен цветом, который обозначает итог поединка. Расшифровка обозначений и цветов представлена в нижеследующей таблице.
| Пример | Расшифровка                     |
| ------ | ------------------------------- |
|        | Победа                          |
|        | Ничья                           |
|        | Поражение                       |
|        | Планируемый поединок            |
|        | Поединок признан несостоявшимся |
| КО     | Нокаут                          |
| ТКО    | Технический нокаут              |
| PTS    | Решение судей (по очкам)        |
| UD     | Единогласное решение судей      |
| MD     | Решение большинства судей       |
| SD     | Раздельное решение судей        |
| RTD    | Отказ от продолжения боя        |
| DQ     | Дисквалификация                 |
| NC     | Поединок признан несостоявшимся |

| 35 поединков, 34 победы (30 нокаутом), 1 несостоявшийся. | 35 поединков, 34 победы (30 нокаутом), 1 несостоявшийся. | 35 поединков, 34 победы (30 нокаутом), 1 несостоявшийся. | 35 поединков, 34 победы (30 нокаутом), 1 несостоявшийся.     | 35 поединков, 34 победы (30 нокаутом), 1 несостоявшийся. | 35 поединков, 34 победы (30 нокаутом), 1 несостоявшийся. | 35 поединков, 34 победы (30 нокаутом), 1 несостоявшийся. |
| Бой                                                      | Дата                                                     | Соперник                                                 | Место проведения                                             | Результат                                                | Примечание |                                                          |
| -------------------------------------------------------- | -------------------------------------------------------- | -------------------------------------------------------- | ------------------------------------------------------------ | -------------------------------------------------------- | --- | -------------------------------------------------------- |
| 35                                                       | 12 апреля 2025                                           | Эймантас Станёнис (15-0)                                 | Boardwalk Hall, Атлантик-Сити, Нью-Джерси, США               | RTD 6 (12)                                               | Бой за титул чемпиона мира в полусреднем весе по версиям IBF (3-я защита Энниса), WBA (2-я защита Станёниса) и The Ring (вакантный). Станёнис в нокдауне в 6-м раунде. |                                                          |
| 34                                                       | 9 ноября 2024                                            | Карен Чухаджян (2) (24-2)                                | Уэллс Фарго Центр, Филадельфия, Пенсильвания, США            | UD 12                                                    | Бой за титул чемпиона мира по версии IBF в полусреднем весе (2-я защита Энниса). Счёт судей: 107-119, 109-117, 110-116.                                                |                                                          |
| 33                                                       | 13 июля 2024                                             | Давид Аванесян (30-4-1)                                  | Уэллс Фарго Центр, Филадельфия, Пенсильвания, США            | RTD 5 (12)                                               | Защитил титул чемпиона мира в полусреднем весе по версии IBF (1-я защита Энниса). Аванесян в нокдауне в 5-м раунде.                                                    |                                                          |
| 32                                                       | 8 июля 2023                                              | Ройман Вилья (26-1)                                      | The Ballroom, Boardwalk Hall, Атлантик-Сити, Нью-Джерси, США | KO 10 (12)                                               | Защитил титул временного чемпиона мира в полусреднем весе по версии IBF (1-я защита Энниса).                                                                           |                                                          |
| 31                                                       | 7 января 2023                                            | Карен Чухаджян (21-1)                                    | Кэпитал Уан-арена, Вашингтон, США                            | UD 12                                                    | Завоевал вакантный титул временного чемпиона мира в полусреднем весе по версии IBF. Счёт: 120-108 (все).                                                               |                                                          |
| 30                                                       | 14 мая 2022                                              | Кастьо Клейтон (19-0-1)                                  | Дигнити Хелс Спортс Парк, Карсон, Калифорния, США            | KO 2 (12)                                                | Элиминатор IBF в полусреднем весе. Клейтон два раза в нокдауне во 2-м раунде.                                                                                          |                                                          |
| 29                                                       | 30 октября 2021                                          | Томас Дюлорме (25-5-1)                                   | Мандалай-Бэй, Лас-Вегас, Невада, США                         | KO 1 (10)                                                | Дюлорме два раза в нокдауне. |                                                          |
| 28                                                       | 10 апреля 2021                                           | Сергей Липинец (16-1-1)                                  | Мохеган-сан-арена, Анкасвилл, Коннектикут, США               | KO 6 (12)                                                | Липинец в нокдауне в 4-м и в 6-м раундах. |                                                          |
| 27                                                       | 19 декабря 2020                                          | Крис ван Хеерден (28-2-1)                                | Мохеган-сан-арена, Анкасвилл, Коннектикут, США               | NC — ND 1 (12)                                           | Вакантный титул чемпиона мира в полусреднем весе по версии IBO. Ван Хеерден получил рассечение в результате случайного столкновения головами.                          |                                                          |
| 26                                                       | 19 сентября 2020                                         | Хуан Карлос Абреу (23-5-1)                               | Мохеган-сан-арена, Анкасвилл, Коннектикут, США               | TKO 6 (10)                                               | Абреу в нокдауне один раз в 5-м раунде и два раза в 6-м. |                                                          |
| 25                                                       | 10 января 2020                                           | Бахтияр Эюбов (14-1-1)                                   | Ocean Casino Resort, Атлантик-Сити, Нью-Джерси, США          | TKO 4 (10)                                               | Эюбов два раза в нокдауне в 1-м раунде. |                                                          |
| 24                                                       | 5 октября 2019                                           | Демиан Даниель Фернандес (12-1)                          | Dort Federal Credit Union Event Center, Флинт, Мичиган, США  | TKO 3 (10)                                               | Фернандес в нокдауне в 3-м раунде. |                                                          |
| 23                                                       | 23 августа 2019                                          | Франклин Мамани (23-5-1)                                 | Central Park Community Center, Брокен-Арроу, Оклахома, США   | RTD 1 (10)                                               | Мамани в нокдауне. |                                                          |
| 22                                                       | 16 ноября 2018                                           | Раймонд Серрано (24-5)                                   | 2300 Arena, Филадельфия, Пенсильвания, США                   | KO 2 (10)                                                | Серрано три раза в нокдауне во 2-м раунде. |                                                          |
| 21                                                       | 20 июля 2018                                             | Армандо Альварес (18-0)                                  | WinnaVegas Casino and Resort, Слоан, Айова, США              | TKO 3 (10)                                               | Завоевал вакантный титул WBC Silver в полусреднем весе. Альварес четыре раза в нокдауне в 3-м раунде.                                                                  |                                                          |
| 20                                                       | 1 июня 2018                                              | Майк Арнаутис (26-10-2)                                  | Showboat Atlantic City, Атлантик-Сити, Нью-Джерси, США       | TKO 2 (10)                                               | Арнаутис два раза в нокдауне во 2-м раунде. |                                                          |
| 19                                                       | 14 апреля 2018                                           | Самюэль Амоако (23-17)                                   | Masonic Temple, Норфолк, Вирджиния, США                      | TKO 1 (8)                                                | |                                                          |
| 18                                                       | 26 января 2018                                           | Густаво Гарибай (13-9-2)                                 | SugarHouse Casino, Филадельфия, Пенсильвания, США            | TKO 4 (6)                                                | |                                                          |
| 17                                                       | 1 декабря 2017                                           | Джордж Соса (15-10-1)                                    | 2300 Arena, Филадельфия, Пенсильвания, США                   | KO 2 (8)                                                 | |                                                          |
| 16                                                       | 14 октября 2017                                          | Айи Брюс (23-14)                                         | ABC Sports Complex, Спрингфилд, Виргиния, США                | TKO 1 (6)                                                | |                                                          |
| 15                                                       | 23 сентября 2017                                         | Лайонел Хименес (3-18-1)                                 | National Guard Armory, Хаммонд, Индиана, США                 | KO 1 (6)                                                 | |                                                          |
| 14                                                       | 12 августа 2017                                          | Рикардо Кано (17-12-5)                                   | Howard Theatre, Вашингтон, США                               | KO 1 (8)                                                 | |                                                          |
| 13                                                       | 22 июня 2017                                             | Роберт Хилл (6-32-1)                                     | Durham Armory, Дарем, Северная Каролина, США                 | RTD 3 (6)                                                | |                                                          |
| 12                                                       | 2 июня 2017                                              | Вильфредо Акуна (16-20)                                  | 2300 Arena, Филадельфия, Пенсильвания, США                   | KO 1 (6)                                                 | |                                                          |
| 11                                                       | 13 мая 2017                                              | Эдуардо Флорес (25-26-3)                                 | Mason Temple, Норфолк, Виргиния, США                         | TKO 4 (6)                                                | |                                                          |
| 10                                                       | 31 марта 2017                                            | Джеймс Винчестер (20-12)                                 | 2300 Arena, Филадельфия, Пенсильвания, США                   | UD 6                                                     | Счёт: 60-53 (все). |                                                          |
| 9                                                        | 28 января 2017                                           | Элвин Перес (28-16-4)                                    | 2300 Arena, Филадельфия, Пенсильвания, США                   | KO 1 (6)                                                 | |                                                          |
| 8                                                        | 16 декабря 2016                                          | Маркус Бекфорд (3-4-3)                                   | Rivers Casino Philadelphia, Филадельфия, Пенсильвания, США   | TKO 6 (6)                                                | |                                                          |
| 7                                                        | 11 ноября 2016                                           | Крис Александер (4-2)                                    | 2300 Arena, Филадельфия, Пенсильвания, США                   | RTD 4 (6)                                                | |                                                          |
| 6                                                        | 15 сентября 2016                                         | Эдди Диас (2-4-2)                                        | 2300 Arena, Филадельфия, Пенсильвания, США                   | UD 4                                                     | Счёт судей: 39-37, 40-36 (дважды). |                                                          |
| 5                                                        | 6 августа 2016                                           | Мэтт Мёрфи (1-3-1)                                       | Grundy Arena, Бристол, Пенсильвания, США                     | KO 2 (4)                                                 | |                                                          |
| 4                                                        | 9 июля 2016                                              | Таворус Тиг (3-12-2)                                     | Rio Rancho Events Center, Рио-Ранчо, Нью-Мексико, США        | TKO 4 (4)                                                | |                                                          |
| 3                                                        | 11 июня 2016                                             | Дешон Дебос (0-4)                                        | ABC Sports Complex, Спрингфилд, Виргиния, США                | KO 1 (4)                                                 | |                                                          |
| 2                                                        | 14 мая 2016                                              | Луис Рамос (0-1)                                         | PA Sheet Metal Workers Hall, Филадельфия, Пенсильвания, США  | TKO 1 (4)                                                | |                                                          |
| 1                                                        | 30 апреля 2016                                           | Кори Малдрю (1-9)                                        | Dixie Center, Сент-Джордж, Юта, США                          | KO 1 (4)                                                 | Малдрю два раза в нокдауне. |                                                          |
| Бой                                                      | Дата                                                     | Соперник                                                 | Место проведения                                             | Результат                                                | Примечание |                                                          |

## Титулы и достижения

### Любительские
- 2014  Серебряный призёр турнира «Золотые перчатки» в 1-м полусреднем весе (до 64 кг).
- 2015  Чемпион США среди юношей в 1-м полусреднем весе (до 64 кг).
- 2015  Победитель турнира «Золотые перчатки» в 1-м полусреднем весе (до 64 кг).

### Профессиональные
- Титул WBC Silver в полусреднем весе (2018—2019).
- Временный чемпион мира в полусреднем весе по версии IBF (2023).
- Чемпион мира в полусреднем весе по версии IBF (2023—н. в.).
- Чемпион мира в полусреднем весе по версии WBA (2025—н. в.).
- Чемпион мира в полусреднем весе по версии The Ring (2025—н. в.).

## Семья
Отец — Дерек Эннис-старший, профессиональный боксёр. Братья — Дерек Эннис-младший и Фара Эннис, оба также профессиональные боксёры.